# Tasersuatsiaq

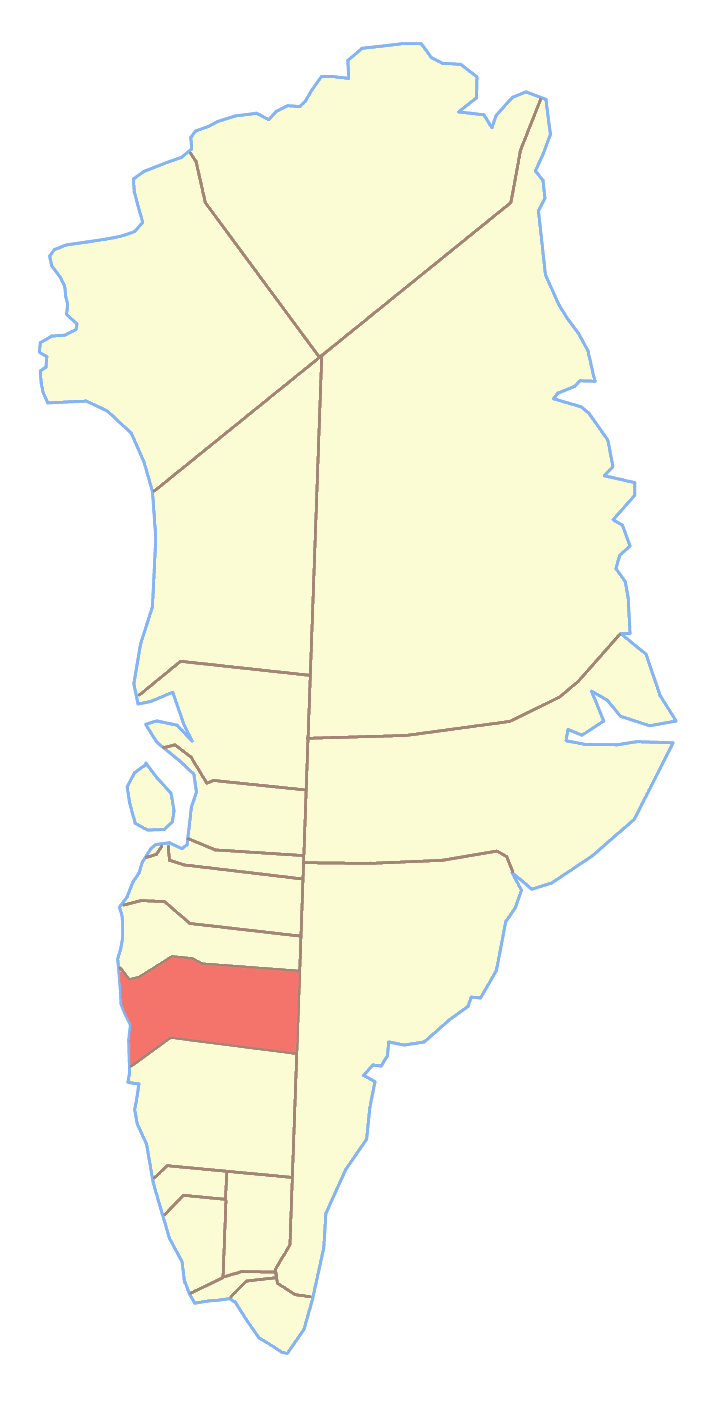
Ex comune di Maniitsoq, dove si trovava il Tasersuatsiaq

Il Tasersuatsiaq è uno dei più grandi laghi della Groenlandia. Si trova a 66°58'N 50°38'O; appartiene al comune di Queqqata. In questa zona si trovano una valle di sabbia e la vegetazione tipica della tundra, con l'aggiunta di alcune piante che danno bacche commestibili; la fauna della zona è composta da caribù e salmoni.